# Арамбуру, Исаскун
Исаскун Арамбуру Бальда (исп. Izaskun Aramburu Balda; 27 декабря 1975, Доностия-Сан-Себастьян) — испанская гребчиха-байдарочница, выступала за сборную Испании во второй половине 1990-х годов. Участница двух летних Олимпийских игр, чемпионка мира и Европы, победительница многих регат национального и международного значения.

## Биография
Исаскун Арамбуру родилась 27 декабря 1975 года в городе Доностия-Сан-Себастьян провинции Гипускоа. Активно заниматься греблей на байдарках начала с раннего детства, проходила подготовку в соседнем Ируне в местном спортивном каноэ-клубе «Сантьяготаррак».
Благодаря череде удачных выступлений удостоилась права защищать честь страны на летних Олимпийских играх 1996 года в Атланте — стартовала здесь в двойках и четвёрках на пятистах метрах, в обоих случаях дошла до финала и показала в решающем заезде шестой результат, немного не дотянув до призовых позиций.
Первого серьёзного успеха на взрослом международном уровне Арамбуру добилась в 1997 году, когда попала в основной состав испанской национальной сборной и побывала на возобновлённом чемпионате Европы в болгарском Пловдиве, где четырежды поднималась на пьедестал почёта, в том числе получила золотую медаль в зачёте двухместных байдарок на дистанции 500 метров. Кроме того, в этом сезоне выступила на чемпионате мира в канадском Дартмуте, откуда привезла две награды бронзового достоинства, выигранные в двухместных и четырёхместных байдарках на пятистах метрах. Год спустя на мировом первенстве в венгерском Сегеде снова взяла две бронзы, на сей раз в двойках на двухстах метрах и в четвёрках на пятистах метрах. Ещё через год на аналогичных соревнованиях в Милане среди двухместных экипажей на дистанции 200 метров обошла всех своих соперниц и завоевала золотую медаль.
Будучи в числе лидеров гребной команды Испании, Исаскун Арамбуру благополучно прошла квалификацию на Олимпийские игры 2000 года в Сиднее — в полукилометровой гонке четвёрок финишировала в финале восьмой. Вскоре по окончании этих соревнований приняла решение завершить карьеру профессиональной спортсменки, уступив место в сборной молодым испанским гребчихам.